# Stephanoscyphus simplex
Stephanoscyphus simplex är en manetart som beskrevs av James Barrie Kirkpatrick 1890. Stephanoscyphus simplex ingår i släktet Stephanoscyphus, ordningen ringmaneter, klassen maneter, fylumet nässeldjur och riket djur. Inga underarter finns listade i Catalogue of Life.